# Walt Whitman
Walt Whitman (31 tháng 5 năm 1819 – 26 tháng 3 năm 1892) – nhà thơ, nhà báo, nhà nhân văn, nhà cải cách thơ Mỹ, tác giả của tập thơ Lá cỏ nổi tiếng thế giới.

## Tiểu sử
Tên thật là Walter Whitman, ông sinh ở West Hills, Long Island, là con thứ hai trong chín đứa con của Walter và Louisa Van Velsor Whitman. Bố làm nghề thợ mộc, được ông nội chia cho một phần đất xây nhà, nay vẫn còn được lưu giữ như là "nơi sinh của Walt Whitman". Mẹ là con gái của một người chăn nuôi gốc Hà Lan nhưng họ hàng trước đó đều là những người đi biển. Năm Whitman lên 4 tuổi, gia đình chuyển về Brooklyn, tại đây bắt đầu đến trường. Cũng trong thời gian này bắt đầu làm quen với nghề xuất bản, in ấn và bắt đầu thích viết. Từ năm 16 đến 21 tuổi làm nghề dạy học và viết loạt bài Sun-Down Papers from the Desk of a Schoolmaster (Những ghi chép từ chiếc bàn thầy giáo buổi hoàng hôn). Năm 1841 thôi nghề dạy học, trở về New York City làm ở nhà in. Năm 1842 biên tập cho báo New York Aurora nhưng chỉ sau một thời gian ngắn phải chuyển sang làm với các tờ báo khác vì những bài viết phê phán tư bản bóc lột thợ thuyền. Thời gian này Whitman bắt đầu dành nhiều thời gian cho thơ ca.

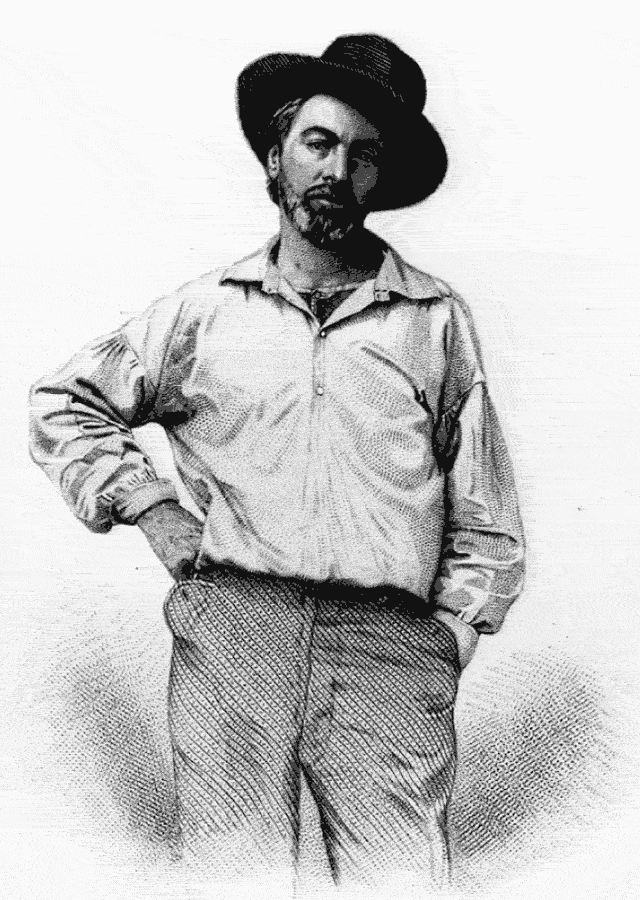
Walt Whitman năm 37 tuổi trên bìa tập Lá cỏ

Những năm 1852-1854 làm nghề thầu xây dựng. Đầu năm 1855 bắt đầu chuẩn bị tập thơ Leaves of Grass (Lá cỏ). Do không tìm được nhà tài trợ, Whitman tự bỏ tiền túi và chế bản một phần cuốn sách. Tập thơ in lần đầu này gồm 12 bài thơ và một bài mở đầu, sau này có tên gọi Song of Myself (Hát về chính mình). Thay vì đề tên tác giả ở trang bìa, Walt Whitman in chân dung của mình mặc áo trắng, quần công nhân và đội mũ ống. Trong bài mở đầu nhà thơ tự giới thiệu "Walt Whitman, người Manhattan", bắt đầu bằng "I celebrate myself, and sing myself". Chủ đề xuyên suốt của tập thơ là ý nghĩa của đời sống con người trong mối liên hệ giữa tâm hồn và thể xác, giữa thần thánh và người trần mắt thịt, sự tiến hóa của những hình thái cuộc sống, sự bình đẳng giữa mọi sinh linh và cuộc phiêu lãng muôn thuở của linh hồn trong quá trình sinh, tử và hồi sinh lại. Tập thơ ra đời không được đón chào như tác giả mong đợi, giới phê bình coi đó là những vần thơ "thông tục, tầm thường".. Tuy vậy Lá cỏ ngay lập tức được Ralph Waldo Emerson, là người lúc đó đã rất nổi tiếng, đánh giá cao. Ralph Waldo Emerson gửi thư khen ngợi và động viên Walt Whitman. Năm 1856 in lại lần thứ hai có bổ sung thêm những bài thơ mới khác cùng với bức thư của Ralph Waldo Emerson. Và sau đó được bổ sung, in lại rất nhiều lần, chỉ tính thời Walt Whitman còn sống đã được in lại 6 lần. Tập thơ Lá cỏ là tác phẩm thơ duy nhất thể hiện vẻ muôn mặt của đời sống nước Mỹ và đề cao tư tưởng dân chủ. Thế kỷ XX, "Lá cỏ" được thừa nhận là một trong những sự kiện văn học quan trọng nhất, đã làm một cuộc cách mạng trong thi ca, với sự ra đời của một thể thơ mới – thơ tự do, mà Walt Whitman là người khởi xướng.
Thơ của Walt Whitman có sự ảnh hưởng đến nhiều nhà thơ lớn của thế giới như: T. S. Eliot, Ezra Pound, Galway Kinnell, Langston Hughes, William Carlos Williams, Pablo Neruda, Arthur Rimbaud, Federico García Lorca, Fernando Pessoa, Vladimir Vladimirovich Mayakovsky...

## Tác phẩm
- Leaves of Grass, 1855 - 95 trang; 12 bài thơ
- Leaves of Grass, 1856 – 32 bài thơ
- Leaves of Grass, 1860 –456 trang; 178 bài thơ
- Drum-Taps, 1865
- Leaves of Grass, 1867 - 6 bài thơ mới
- Leaves of Grass, 1871–72 thêm 120 trang
- Memoranda During the War, 1875
- Leaves of Grass, 1881–82 - thêm 17 bài thơ mới, bớt 39 bài khác
- Leaves of Grass, 1891–92
- Walt Whitman, Poetry and Prose (Justin Kaplan, ed.)
- Walt Whitman: Selected Poems, American Poets Project (Harold Bloom, ed.)

## Bản dịch tiếng Việt
- Lá cỏ, Vũ Cận và Đào Xuân Quý dịch, Vũ Cận giới thiệu, Hà Nội: Nhà xuất bản Văn học, 1981

## Một vài bài trích từ tập "Lá cỏ"
Hát về chính mình

1

Tôi ca tụng mình, tôi hát về mình
Và cái tôi nhận về thì quý vị cũng nhận về mình như thế
Vì mỗi nguyên tử thuộc về tôi, cũng thuộc về quý vị.

Tôi là người lữ thứ, tôi gọi hồn tôi về
Tôi, kẻ vô công rồi nghề, cúi nhìn hoa cỏ mùa hè.

Lưỡi tôi, mỗi nguyên tử trong máu tôi là từ đất đai, từ không khí này
Sinh ra từ cha mẹ ở đây, và họ cũng sinh ra ở đây
Năm này tôi 37, cái tuổi tràn trề sinh lực
Và hy vọng sẽ không ngừng cho đến ngày tôi chết.

Những giáo điều và những trường học sẽ trống không
Cứ để cho quay lại một thời gian, chúng tốt đẹp ở nơi cần, nhưng ta sẽ không quên
Tôi tiếp nhận Tự nhiên như vốn có, thừa nhận mọi nơi, mọi lúc
Nói hết mọi điều với sức lực buổi đầu tiên.

7

Ai đấy nghĩ rằng sinh ra trên đời này là hạnh phúc?
Tôi vội vàng nói với người này (anh hoặc chị) rằng chết cũng là hạnh phúc, tôi biết điều này.

Tôi chết cùng với người đang chết và sinh ra cùng đứa bé vừa sinh, tôi ở giữa mũ và giày
Tôi nhìn thấy những vật khác nhau, không cái nào giống cái nào, mọi thứ đều tốt đẹp
Mặt đất tốt, những ngôi sao cũng tốt và những thứ phụ thuộc vào cũng tốt.

Tôi không phải là đất mà cũng chẳng phải là những thứ phụ thuộc của đất đai
Tôi là đồng chí, là bạn của mọi người, họ cũng là những người bất tử như tôi
(Họ không biết rằng họ bất tử nhưng tôi biết.)

Mọi thứ đều tồn tại tự thân và vì những cái của mình, với tôi là những gì thuộc về đàn ông và phụ nữ
Với tôi, đấy là những chàng trai, những người biết yêu thương phụ nữ
Với tôi, đấy là những người đàn ông kiêu hãnh, biết không để ai xúc phạm điều gì
Với tôi, đấy là người tình và cô gái già quá lứa, là những người mẹ, những cụ bà
Với tôi, đấy là những bờ môi hay cười, những đôi mắt nhiều khi rơi lệ
Với tôi, đấy là con trẻ và những người sinh ra con trẻ.

Hãy buông tấm màn trang trí! Quý vị chẳng có gì sai trái với tôi, không có ai là người xưa cũ, bị thải hồi
Tôi nhìn xuyên qua vải bông kẻ, vải len mỏng khổ đôi
Tôi có mặt ở khắp nơi, giữa những người kiên trì, những người biết tiếp thu, những người đầy sinh lực, và quý vị không thể nào xa tôi được.

17

Đây quả thực là ý nghĩ của tất cả mọi người, sống ở mọi thời, mọi xứ sở chứ không chỉ của riêng tôi
Nếu những ý nghĩ này không phải là của bạn, mà chỉ của tôi, thì chúng không đáng kể gì hoặc gần như là như thế
Nếu chúng không phải là điều bí ẩn và không phải là lời giải điều bí ẩn thì cũng chẳng đáng gì hết cả
Nếu chúng không ở thật gần mà không ở thật xa thì chúng cũng chẳng đáng gì.

Đấy là cỏ, cỏ mọc khắp nơi, ở nơi nào có đất và nước
Đấy là không khí cho tất cả mọi người trên mặt đất.

Đêm bên bờ biển một mình

Đêm bên bờ biển một mình
Biển như bà mẹ già giọng khàn khàn hát ru mặt đất
Còn tôi nhìn những ngôi sao sáng, nghĩ về mạch nguồn của vũ trụ, tương lai.

Khoảng rộng bao la bao trùm lấy muôn loài
Mọi tinh cầu, bé và to, thấy và không, mặt trời, Mặt Trăng và những vì tinh tú
Mọi khoảng cách của thời gian, vô vàn hình thái
Mọi linh hồn, mọi cơ thể sống trong sự khác nhau và trong những thế giới khác nhau
Mọi thể khí, lỏng, khoáng, thực vật, gia súc và cá
Mọi dân tộc, sắc màu, sự dã man, văn minh và ngôn ngữ.
Mọi cá tính đã từng tồn tại hoặc có thể đã từng tồn tại ở hành tinh khác hoặc hành tinh này
Mọi cuộc sống, cái chết, tất cả đều ở trong quá khứ, hiện tại, tương lai
Khoảng rộng bao la tất cả bao trùm và bao giờ cũng thế
Và mãi mãi vẫn bao trùm và giữ lấy cho mình.

Khi tôi đọc cuốn sách tiểu sử

Khi tôi đọc cuốn sách, là tiểu sử của người nổi tiếng
Cuốn sách này (tôi nói), có phải tác giả gọi ra đời sống con người?
Vậy thì khi tôi chết, ai đấy cũng sẽ viết về cuộc đời của tôi?
(Có vẻ như người này biết về cuộc đời tôi rất giỏi
Không, tôi nghĩ rằng cuộc đời thực của mình, tôi cũng không biết nổi
Chẳng qua chỉ là những câu ám chỉ bóng gió mà thôi
Những thứ mà tôi vẫn đi tìm cho mình để đánh dấu ở đây.)
Bản dịch của Nguyễn Viết Thắng